# 4-Hidroxianfetamina
La 4-Hidroxianfetamina (4HA), también conocida como hidroxianfetamina, oxanfetamina, norfoledrina, para-hidroxianfetamina y α-metiltiramina, es un fármaco que estimula el sistema nervioso simpático.
Se usa médicamente en gotas para los ojos para dilatar la pupila (un proceso llamado midriasis), de modo que se pueda examinar la parte posterior del ojo. También es un metabolito principal de la anfetamina y ciertas anfetaminas sustituidas.

## Uso médico
La 4-hidroxianfetamina se usa en gotas para los ojos para dilatar la pupila para que se pueda examinar la parte posterior del ojo. Esta es una prueba de diagnóstico para el síndrome de Horner. Los pacientes con síndrome de Horner presentan anisocoria provocada por lesiones en los nervios que se conectan con la rama nasociliar del nervio oftálmico. La aplicación de 4-hidroxianfetamina en el ojo puede indicar si la lesión es preganglionar o posganglionar según la respuesta de la pupila. Si la pupila se dilata, la lesión es preganglionar. Si la pupila no se dilata, la lesión es posganglionar.
La 4-hidroxianfetamina tiene algunas limitaciones para su uso como herramienta de diagnóstico. Si está pensado como un seguimiento inmediato de otro fármaco midriático (cocaína o apraclonidina), entonces el paciente debe esperar entre un día y una semana antes de poder administrarle 4-hidroxianfetamina. También tiene la tendencia a localizar falsamente las lesiones. La localización falsa puede surgir en casos de inicio agudo; en los casos en que existe una lesión posganglionar, pero el nervio aún responde a la norepinefrina residual; o en casos en los que el daño nervioso no relacionado enmascara la presencia de una lesión preganglionar.

## Farmacología
Al igual que la anfetamina, la 4-hidroxianfetamina es un agonista del TAAR1 humano. La 4-hidroxianfetamina actúa como un simpaticomimético indirecto y provoca la liberación de norepinefrina de las sinapsis nerviosas, lo que provoca midriasis.
Disminuye el metabolismo de la serotonina (5-hidroxitriptamina) y algunas otras monoaminas al inhibir la actividad de una familia de enzimas llamadas monoaminooxidasas (MAO), particularmente del tipo A (MAO-A). La inhibición de la MAO-A previene metabolismo de la serotonina y las catecolaminas en la terminal presináptica y, por lo tanto, aumenta la cantidad de neurotransmisores disponibles para su liberación en la hendidura sináptica. La 4-hidroxianfetamina es un metabolito principal de la anfetamina y un metabolito menor de la metanfetamina. En los seres humanos, la anfetamina se metaboliza a 4-hidroxianfetamina por CYP2D6, que es un miembro de la superfamilia del citocromo P450 y se encuentra en el hígado.[7][8] Luego, la dopamina beta-hidroxilasa metaboliza la 4-hidroxianfetamina en 4-hidroxinorefedrina o se elimina en la orina.

## Comercialización
La hidroxianfetamina es un componente de dos midriáticos oftálmicos de marca controlados (solo con receta): Paredrine y Paremyd. Paredrine consiste en una solución al 1 % de bromhidrato de hidroxianfetamina: 543  mientras que Paremyd consiste en una combinación de bromhidrato de hidroxianfetamina al 1 % y tropicamida al 0,25 %. En la década de 1990, los derechos de nombre comercial, las patentes y las solicitudes de nuevos medicamentos (NDA, por sus siglas en inglés) para las dos formulaciones se intercambiaron entre unos pocos fabricantes diferentes después de la escasez de la materia prima necesaria para su producción, lo que provocó que ambos medicamentos se retiraran indefinidamente del mercado. Alrededor de 1997, Akorn, Inc., obtuvo los derechos tanto de Paredrine como de Paremyd, y en 2002, la compañía reintrodujo Paremyd en el mercado como un agente midriático oftálmico de acción rápida.